# Coptotomus
Coptotomus (лат.) — неарктический род плавунцов из монотипического подсемейства Coptotominae Van den Branden, 1885.

## Внешнее строение
Имаго имеет удлинённо-овальное тело с заострённым концом. Длина тела от 5,6 до 8,6 мм. Губные щупики раздвоены на конце. Коготки лапок одинаковой длины. Переднеспинка желтоватая, иногда с пятнами, по её бокам имеется валик. Надкрылья жёлтые с тёмными пятнами. Отдельные виды хорошо различаются по расположению пятен на надкрыльях. В развитии личинки различают три стадии, разделённые линьками. Размер личинок третьего возраста около 15—16 мм. Окраска криптическая жёлто-коричневая, делает личинку незаметной на фоне грунта. Голова квадратная. На переднем крае головы имеется отросток, по заднему краю расположены височные шипики. Затылочный шов отсутствует. На боках брюшных сегментов расположены удлинённые трахейные жабры.

## Экология
Личинки обитают в зарослях водных растений на дне прудов, озёр и медленно текущих ручьёв.

## Систематика
До недавнего времени род рассматривался в составе обособленной трибы Coptotomini в подсемействе Colymbetinae. В 2001 году американский колеоптеролог Келли Миллер исследовав особенности репродуктивной системы самок семейства Dytiscidae пришёл к выводу о близости рода Coptotomus родам Agaporomorphus, Copelatus и Lacconectus из подсемейства Copelatinae и обосновал повышение статуса трибы Coptotomini до подсемейства. В 2008 году на основе молекулярно-генетических данных подтверждена близость родов Coptotomus и Agaporomorphus.
В состав рода включены следующие виды:
- Coptotomus difficilis LeConte, 1852
- Coptotomus interrogatus (Fabricius, 1801)
- Coptotomus longulus LeConte, 1852
- Coptotomus loticus Hilsenhoff, 1980
- Coptotomus serripalpus Say, 1830 typus
- Coptotomus venustus (Say, 1823)

## Распространение
Представители рода широко распространены в Северной Америке от юга Канады до севера Мексики.